# Asomatos (Girne)
Asomatos (in greco Ασώματος (Κερύνειας)?; in turco: Özhan) è un villaggio situato vicino a Myrtou nella parte settentrionale di Cipro. È sotto il controllo de facto di Cipro del Nord, e appartiene al distretto di Girne, mentre de iure appartiene al distretto di Kyrenia della Repubblica di Cipro. Asomatos è uno dei quattro villaggi tradizionalmente maroniti di Cipro, gli altri tre essendo Karpaseia, Agia Marina e Kormakitis.
Nel 2011 la sua popolazione era pari a 73 abitanti.

## Origini del nome
Il nome del villaggio significa "senza corpo" in greco. Per spiegare questo nome si fanno due ipotesi: 
secondo la prima, gli arcangeli Michele e Gabriele erano chiamati "Asomatoi".  Di conseguenza, ogni villaggio che aveva una chiesa dedicata agli Arcangeli ebbe il nome di Asomatos.
La seconda ipotesi si basa sul fatto che i primi abitanti del villaggio venivano dal villaggio di Siamat nel distretto di Zbayel in Libano. "Siamat" in arabo significa "Asomatos". La parola Siamat è stata quindi tradotta in greco dando il nome al villaggio. Vale la pena ricordare che anche nel villaggio libanese c'è una chiesa dedicata all'Arcangelo Michele.
Nel 1975 i turco-ciprioti ribattezzarono il villaggio Özhan, dal nome di un soldato turco che fu ucciso nel villaggio durante l'offensiva dell'esercito turco nel 1974.

## Monumenti e luoghi d'interesse

### Architetture religiose
La chiesa di Asomatos, costruita verso la fine del XVIII secolo, è dedicata all'Arcangelo Michele, festeggiato il 6 settembre.

## Società

### Evoluzione demografica
Asomatos era il secondo più grande villaggio maronita dopo Kormakitis. Prima dell'invasione turca di Cipro del 1974, i suoi abitanti erano 527, mentre, oggi nessun maronita vive più lì.
Nel primo censimento ottomano del 1831, nel villaggio vivevano solo cristiani (maroniti). La popolazione aumentò costantemente durante il periodo britannico, passando da 219 nel 1891 a 497 nel 1960.
La maggior parte degli abitanti del villaggio tra luglio e agosto 1974 fuggirono dall'esercito turco che avanzava verso la parte meridionale dell'isola. Tuttavia, alcuni abitanti continuarono a vivere lì, e nell'aprile 1978 c'erano ancora circa 50 maroniti. Negli anni 2010 c'erano solo due donne maronite ottantenni che vivevano ancora nel villaggio. Attualmente, come il resto degli sfollati greco-ciprioti e maroniti che vivevano a Cipro del Nord, la maggior parte dei maroniti di Asomatos sono sparsi nel sud dell'isola, soprattutto a Nicosia. La popolazione evacuata di Asomatos può essere stimata in circa 530 abitanti (527 nel 1973).
Il villaggio è attualmente utilizzato come campo militare. I maroniti possono visitare il villaggio per celebrare la messa nella chiesa, ma solo la domenica e con restrizioni di tempo limitate. Nonostante le difficoltà, molte persone che prima vivevano nel villaggio cercano ancora di partecipare alle messe domenicali.